# 切列皮夫卡 (赫梅利尼茨基區)
49°32′12″N 26°52′21″E / 49.53667°N 26.87250°E
切雷皮夫卡（烏克蘭語：Черепівка）是位於烏克蘭西部的村莊，由赫梅利尼茨基州裡赫梅利尼茨基區的赫梅利尼茨基市鎮負責管轄。該村面積2.03平方公里，海拔高度319米，2001年人口566，人口密度每平方公里278.8人。